# Après la bataille de la Montagne blanche
Après la bataille de la Montagne blanche (en tchèque : Po bitvě bělohorské) est une pièce pour piano de la compositrice Vítězslava Kaprálová écrite en 1925.

## Contexte
La jeune Vítězslava Kaprálová achève cette pièce le 1er septembre 1925. Après l'avoir écrite, elle l'envoie au nouveau premier président de la Tchécoslovaquie, Tomáš Masaryk. Le 20 janvier 1926, elle reçoit une réponse du secrétariat du chef de l'état : « Nous vous informons que le président est ravi que vous lui ayez dédie votre composition. Il se réjouit que malgré votre jeune âge, vous vous soyez inspirée d'un livre sérieux tel que L'Histoire de notre nation pour vous exprimer en musique. Au nom de notre président, nous vous remercions cordialement pour cette attention et vous souhaitons le meilleur pour vos futures études de musique et de composition »,.

## Analyse
De forme A-B-A, plus travaillée que les précédentes pièces et comprenant notamment une coda, la pièce fait allusion explicitement à Vyšehrad, poème symphonique faisant partie du cycle Má Vlast de Bedřich Smetana. La première section peut être subdivisée en sous-parties a1, a1', a2 et a3, où cette dernière sous-partie est à la dominante. La pièce est en ut majeur et arpège l'accord du motif principal pour imiter la sonorité de la harpe comme dans l'œuvre symphonique. Selon Nicolas Derny, l'hésitation entre accords majeurs et accords mineurs pourrait signifier l'incertitude de l'issue du combat entre catholiques et protestants. Cependant, la tonique, ramenée à la reprise de la première partie, clôt la pièce sur une note d'espoir.